# Charlie Watts
Pour les articles homonymes, voir Watts (nom de famille).
Charles Robert Watts est un musicien britannique né le 2 juin 1941 à Wembley (Angleterre) et mort le 24 août 2021 à Londres. Il est le batteur des Rolling Stones de 1963 jusqu’à la fin de sa vie.

## Biographie
Charlie Watts grandit à Islington, où son père est employé à la British Railways, et étudie l'art graphique à la Tyler's Croft Secondary Modern School (en) puis devient typographe à la Harrow School Of Art.
À ses débuts, en 1961, Charlie Watts joue dans un groupe amateur, Blues Incorporated d'Alexis Korner et Cyril Davies, comprenant de nombreux musiciens de passage, allant et venant, dont Mick Jagger au chant, Ginger Baker à la batterie et Jack Bruce à la contrebasse. Pour gagner sa vie, Charlie Watts est parallèlement dessinateur dans une agence de publicité.
Charlie Watts laisse définitivement sa place de batteur à Ginger Baker et devient batteur professionnel avec les Rolling Stones en 1963, remplaçant Mick Avory, un de leurs batteurs occasionnels, lequel intègre les Kinks.

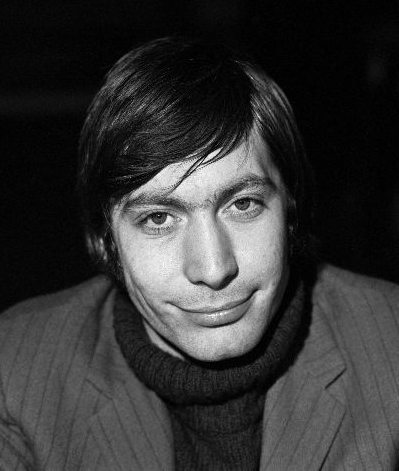
Charlie Watts en 1965.

Taciturne, tranquille, Charlie Watts reste très loin de toute l'agitation du groupe. Bill Wyman, grand chroniqueur des Rolling Stones, assure qu'il ne lui a jamais connu qu'une seule femme, Shirley Ann Shepherd, qu'il épouse le 14 octobre 1965, avec qui il a une fille, Seraphina, en 1968. Lors des tournées, il se détend en dessinant les chambres d'hôtel dans lesquelles il se retrouve après chaque concert.
Musicalement, il est très attiré par le jazz, son premier amour. Lorsqu'il commence à travailler avec les Stones il ne savait pas quel genre de musique ils jouaient. Pour lui, « le r'n'b est un blues rapide joué en shuffle, dans le style Chicago. » Son approche différente de la musique que jouent les Stones fait partie intégrante du « son » caractéristique du groupe.

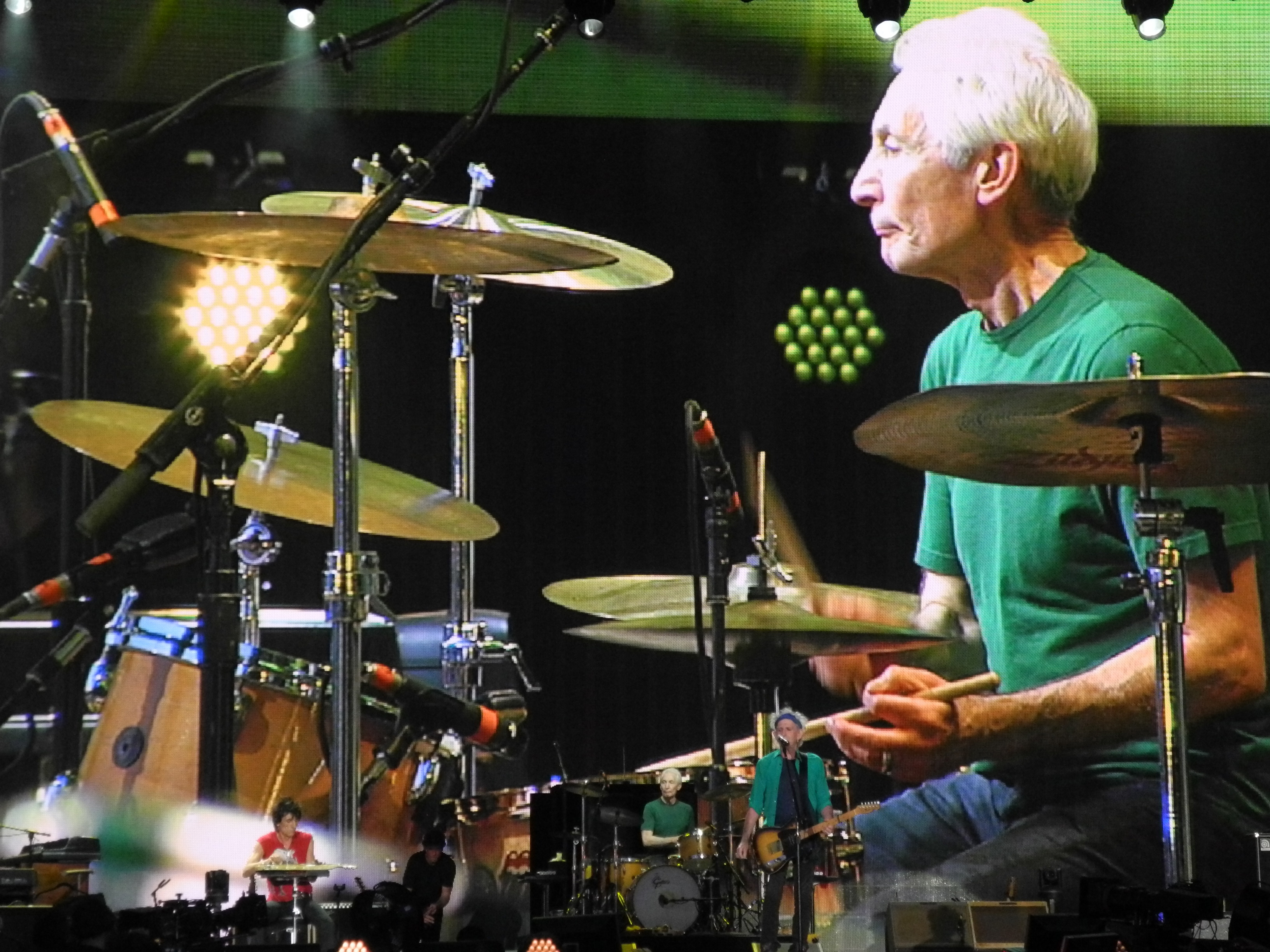
Charlie Watts en 2013.

Charlie Watts enregistre également des disques de jazz sous son nom, musique dont il est grand amateur. En 1971, il assure la partie rythmique de l'album London Sessions d'Howlin' Wolf pour lequel jouent aussi Eric Clapton, Steve Winwood et Bill Wyman. Il édite aussi un petit ouvrage de dessins consacré à Charlie Parker. Son style particulier est influencé par le jazz et est caractérisé par une technique peu démonstrative (il dit détester les solos), mais avec une fiabilité et un « groove » qui en font un musicien respecté et admiré de ses pairs.

### Vie privée
En 2004, Charlie Watts vainc son cancer de la gorge quelques mois après l'avoir découvert.
Depuis 1971, il possède une maison à Thoiras et un domaine dans le Surrey, où sa femme dirige une écurie de chevaux de course. En raison de la passion de son épouse, il est devenu éleveur de pur-sang arabes, sous l'affixe Halsdon.
Il meurt le 24 août 2021 à l'âge de 80 ans dans un hôpital à Londres. Le groupe avait quelques semaines plus tôt annoncé qu'il ne pourrait pas participer à leur prochaine tournée américaine. Ses obsèques se tiennent dans la plus stricte intimité dans le comté de Devon.

## Discographie

### Solo
- 1981 : Rocket 88 - Rocket 88, avec Jack Bruce, Ian Stewart, Alexis Korner et d'autres invités. Enregistré live au Rotation club (Hanover, Allemagne), en novembre 1979.
- 1986 : The Charlie Watts Orchestra - Live At Fulham Town Hall
- 1986 : Charlie Watts - Vol pour Sidney (deux titres de Sidney Bechet avec Lol Coxhill, Evan Parker, Brian Lemon, Dave Green - les autres participants sont Elvin Jones, Michel Doneda, Taj Mahal, The Lonely Bears, Lee Konitz, etc.)
- 1986 : The Alexis Light Orchestra - Strange Tales From the Road - Avec Ian Stewart, Jack Bruce, Jimmy Page, etc.
- 1991 : Charlie Watts Quintet - From One Charlie
- 1992 : Charlie Watts Quintet - Tribute To Charlie Parker With Strings
- 1993 : Charlie Watts Quintet - Warm & Tender
- 1996 : Charlie Watts - Long Ago & Far Away. Enregistré le 11 juin 1996 avec The London Metropolitan Orchestra
- 2000 : Charlie Watts/Jim Keltner Project -  Charlie Watts/Jim Keltner Project
- 2004 : Charlie & The Tentet Watts - Watts At Scott’s ; album jazzy avec des reprises de Duke Ellington ou de Miles Davis, et une étonnante version de Satisfaction.
- 2010 : The ABC&D of Boogie Woogie - The Magic of Boogie Woogie
- 2010 : Charlie Watts & Axel Zwingenberger & Dave Green - The Magic of Boogie Woogie (CD pour Vagabond Records)
- 2012 : The ABC&D of Boogie Woogie - Live in Paris
- 2017 : Charlie Watts meets the Danish Radio Big Band - Live At Danish Radio Concert Hall, Copenhagen Live en 2010
- 2023 : Anthology (Compilation)

### Participations
- 1971 : London Howlin’ Wolf Sessions - Avec Eric Clapton, Steve Winwood, Bill Wyman, Ringo Starr, Klaus Voormann, etc.
- 1972 : Bootleg Him d'Alexis Korner's Blues Incorporated  - Batterie sur I'm A Hoochie Coochie Man
- 1972 : Jamming with Edward! - Mick Jagger, Charlie Watts, Bill Wyman, Nicky Hopkins et Ry Cooder
- 1981 : Rocket 88[14] d'Alexis Korner - Avec Ian Stewart, Jack Bruce, etc.
- 1985 : Willie And The Poor Boys - Willie And The Poor Boys - Avec Bill Wyman, Jimmy Page, Paul Rodgers, etc.
- 1992 : And ...1961-1972[15] d'Alexis Korner - Avec Cyril Davies, Dick Heckstall-Smith, Jack Bruce, Robert Plant, Paul Rodgers, etc.
- 1994 : Tear it Up - Live - Willie And The Poor Boys
- 1994 : The BBC Radio Sessions[16] d'Alexis Korner : Avec Long John Baldry, Cyril Davies, Dick-Hestall-Smith, Brian Auger, etc.
- 2002 : Alexis Korner & Friends DVD – Live At The Marquee in 1983[17] d'Alexis Korner : DVD - Avec Bill Wyman et Ian Stewart, etc.
- 2006 : Poor Boy Boogie (The Willie And The Poor Boys Anthology) - Willie And The Poor Boys

## Publication
- (en) Ode to a Highflying Bird, Londres, Beat Publications, 1964